# عاشقانه‌ها (آلبوم احسان خواجه‌امیری)
عاشقانه‌ها ششمین آلبوم استودیویی احسان خواجه‌امیری است که در ۷ آبان ۱۳۹۱ منتشر شد.
آلبوم(عاشقانه‌ها) برندهٔ تندیس بهترین آلبوم موسیقی پاپ در اولین دوره جشنواره موسیقی ما در سال ۱۳۹۲ انتخاب شد.

## تولید
عاشقانه‌های احسان خواجه امیری در سالروز تولدش (هفتم آبان) روانهٔ بازار شده‌است.
خواجه امیری پس از موفقیت تیتراژ سریال «نابرده رنج»، تصمیم گرفت برای آلبوم جدیدش از عوامل تولید این قطعه استفاده کند. از این رو به سراغ روزبه بمانی و علیرضا افکاری رفت و تنظیم‌های آلبوم را نیز به هومن نامداری سپرد. وی همچون آلبوم یه خاطره از فردا، تنظیم سرآلبومی را بر عهدهٔ سیروان خسروی گذاشت. احسان در ۳ قطعه نیز از ملودی‌های خودش استفاده کرده‌است. آرش پاکزاد میکس و مسترینگ قطعهٔ «دریا» را به عهده داشته و سایر قطعات توسط ایمان حجت میکس و مسترینگ شده‌اند.

## جوایز
- برندهٔ تندیس بهترین آلبوم موسیقی پاپ (برای آلبوم عاشقانه‌ها)، بخش کارشناسی، از اولین جشنوارهٔ سالانهٔ موسیقی‌ما در سال ۱۳۹۱
- برندهٔ تندیس بهترین بهترین ترانه (شعر) (برای قطعه نابرده رنج)، بخش کارشناسی، از اولین جشنوارهٔ سالانهٔ موسیقی‌ما در سال ۱۳۹۱
- برندهٔ تندیس بهترین بهترین ترانه (شعر) (برای قطعه نابرده رنج)، بخش مردمی، از اولین جشنوارهٔ سالانهٔ موسیقی‌ما در سال ۱۳۹۱

## مشخصات
آهنگساز: احسان خواجه‌امیری، علیرضا افکاری
تنظیم کننده: سیروان خسروی، هومن نامداری
ترانه سرا: روزبه بمانی
نوازنده‌ها: امید حجت (گیتار)، احسان نی‌زن (ویولن)، میثم مروستی (ویولن)، بهنام حکیم، هومن نامداری (ساکسیفون)
میکس و مسترینگ: ایمان حجت, آرش پاکزاد

## ترانه‌ها
| شماره      | نام            | سراینده     | آهنگساز          | تنظیم        | مدت   |
| ---------- | -------------- | ----------- | ---------------- | ------------ | ----- |
| ۱.         | «احساس آرامش»  | روزبه بمانی | علیرضا افکاری    | سیروان خسروی | ۴:۳۰  |
| ۲.         | «آرزو»         | روزبه بمانی | علیرضا افکاری    | هومن نامداری | ۳:۲۰  |
| ۳.         | «این حقم نیست» | روزبه بمانی | علیرضا افکاری    | هومن نامداری | ۳:۰۵  |
| ۴.         | «کجایی؟»       | روزبه بمانی | احسان خواجه‌امیری | هومن نامداری | ۴:۱۵  |
| ۵.         | «دریا»         | روزبه بمانی | علیرضا افکاری    | هومن نامداری | ۳:۲۵  |
| ۶.         | «لحظه»         | روزبه بمانی | علیرضا افکاری    | هومن نامداری | ۴:۰۰  |
| ۷.         | «خوشبختی»      | روزبه بمانی | احسان خواجه‌امیری | هومن نامداری | ۳:۰۵  |
| ۸.         | «تموم قلب من»  | روزبه بمانی | احسان خواجه‌امیری | هومن نامداری | ۳:۰۰  |
| ۹.         | «لب تیغ»       | روزبه بمانی | علیرضا افکاری    | هومن نامداری | ۳:۵۰  |
| ۱۰.        | «نابرده رنج»   | روزبه بمانی | علیرضا افکاری    | هومن نامداری | ۳:۲۰  |
| مجموع مدت: | مجموع مدت:     | مجموع مدت:  | مجموع مدت:       | مجموع مدت:   | ۳۵:۵۰ |